# Léonard Vincent
Léonard Vincent, né le 18 octobre 1969, est un journaliste et écrivain français.

## Biographie
Après des études de philosophie, notamment sous l'autorité de Robert Misrahi à la Sorbonne, puis un passage par l'écriture de théâtre, il commence une carrière de journaliste à TF1 en 1999. Il a ensuite été le responsable du bureau Afrique (2004-2008), puis le directeur de l'Information (2008-2009) de l'association de défense de la liberté de la presse Reporters sans frontières.
Après avoir quitté l'organisation, il s'est tourné vers l'Afrique de l'Est, et particulièrement vers l'Érythrée et les questions migratoires, comme journaliste indépendant.
En 2013 et 2014, il a ensuite été le correspondant de Radio France internationale (RFI) et des chaînes de Radio France (France Inter, France Culture, France Info) au Maroc.
Revenu en France, il est nommé rédacteur en chef adjoint du service Afrique de RFI, puis a fait partie, début 2018, de l'équipe de la première saison du Média.
Il a été, jusqu'en 2023, reporter au service Afrique de RFI.
Il est l'auteur d'un récit, d'un essai et de plusieurs romans.

## Livres

### Les Érythréens
En janvier 2012 est paru son premier livre, le récit de trois années d'enquête et de voyages, intitulé Les Érythréens. L'ouvrage a été publié dans la nouvelle collection Littérature française des éditions Rivages. Le livre est reparu en janvier 2016 dans la collection Rivages Poche.
Sur le même sujet, il est le producteur du documentaire Biniam, la voix de la liberté, diffusé par l'émission "Sur les Docks" de France Culture, mais aussi l'auteur d'articles, de tribunes et de reportages sur l’Érythrée et ceux dont il a dit, dans une tribune paru dans Libération, qu'ils "ne sont pas des migrants, mais des évadés".

### Athènes ne donne rien
En janvier 2014, après plusieurs séjours dans la Grèce frappé par la crise, il a publié son premier roman, intitulé Athènes ne donne rien  aux Éditions des Équateurs.
Ce roman à la fois austère et onirique évoque l'errance d'un Français déclassé, Maxime Bernard, dans la capitale grecque en état de ruine sociale, après avoir assisté par hasard au suicide d'un retraité.
Le quotidien Le Temps a décrit le livre comme "le premier roman d'un témoin du monde moderne", lieu d'un "mouvement de perte et de retrouvailles avec soi, dans la contemplation d’Athènes qui continue de resplendir dans les failles de la crise" et où se niche "le cœur palpitant de ce roman attachant et fort de son actualité".

### Shiftas
Les Éditions des Équateurs publient ensuite en mars 2019 son troisième livre et deuxième roman, intitulé Shiftas, un thriller politique et burlesque, sur la "cavale de trois pieds-nickelés, sur fond de déménagement perpétuel du monde", avec "des allures de farce tragique", comme le précise son éditeur.
Le Monde écrit que "Léonard Vincent trouve ici un équilibre réussi entre les deux tentations de son écriture", tandis que RFI affirme que "l’intrigue centrale de la course au trésor de moudjahidines à travers l’enfer de la Somalie emporte la conviction. Le lecteur est porté par la dynamique de l’action et la cohérence des personnages. Loin d’être manichéens, ces derniers sont habités par leur quête et leurs contradictions, par leur passé qui détermine leur présent et l’avenir qu’ils voient se dessiner en creux de leur course-poursuite à tombeau ouvert."

### Les Hommes du ministère
Ce roman, publié par les éditions Anamosa en octobre 2019, est présenté par l'auteur dans le prologue du livre comme l'assemblage "des rêveries sur les conversations que nous avons eues, les hommes du ministère et moi", est conçu comme une suite romanesque du récit Les Érythréens, paru en 2012. 
Le Nouveau Magazine littéraire évoque à son sujet un "récit saisissant de réalisme psychologique".

### Éloge de la grève
En septembre 2020 est paru un texte de commande, publié par les Éditions du Seuil / Don Quichotte, intitulé Éloge de la grève.
Il s'agit d'une variation poétique en huit chapitres sur un thème développé par Léonard Vincent dans un billet publié en mai 2018 par Le Média et dont une lecture a été filmée par le comédien Jean-Pierre Darroussin : la dimension romanesque de l'acte de faire grève, qui ne saurait se réduire à "une procédure réglementée, une péripétie mesurable de l'actualité, une séquence de télévision dans quoi se reflète ce que nous prenons pour la vie". 
Dans leurs comptes-rendus du livre, les quotidiens Le Monde et L'Humanité, ainsi que l'hebdomadaire Marianne, en ont tous souligné l'idée centrale, résumée par sa conclusion : "La grève est un geste de haute civilisation."

## Famille
Léonard Vincent est le fils du compositeur de musique Roland Vincent et de la comédienne Claudine Vincent.
Il est également le frère de la comédienne et chanteuse Séverine Vincent.